# كنعان هاركن
كنعان هاركن (بالإنجليزية: Kenan Harkin)‏ هو دراج أمريكي، ولد في 13 يونيو 1974 في لونغ آيلند في الولايات المتحدة.